# Frizzi Comini Tonazzi
I Frizzi Comini Tonazzi sono un trio musicale italiano, formatosi a Udine nel 1975.

## Storia
Alcune loro canzoni sono entrate nella cultura della città di Udine e dintorni tanto da farli considerare l'ultimo strascico della ormai persa tradizione delle villotte friulane.
Sebbene la loro produzione non si limiti a pezzi comici e dissacranti, è proprio a questi, ai più sboccati e scurrili cantati in lingua friulana, che è dovuta la loro notorietà, e sono considerati perciò tra i "padri" del demenziale.
Nel 1975 venne chiesto al gruppo di realizzare la colonna sonora per il film Salon Kitty di Tinto Brass.
La canzone L'autostrada della Carnia è citata nell'Enciclopedia Monografica del Friuli-Venezia Giulia (Giovanni Pietro Nimis).
Il primo direttore artistico del trio per una major, la CGD, è stato Alfredo Cerruti, notoriamente voce della celebre formazione di musica demenziale degli Squallor.
Nel 2012 il trio denuncia un plagio della loro canzone Galeotto fu il trollo avvenuto durante la terza edizione del programma Italia's Got Talent ad opera dell'attore e cantante Nunzio Quattrocchi. Canale 5 riconosce i diritti d'autore al trio.
Nel 2022 esce il libro sulla storia di Frizzi Comini Tonazzi "Più culo o sentimento?" scritto da Lucia Burello .

## Formazione
- Enrico Tonazzi (Udine, 2 gennaio 1952)
- Sandro Comini (Gemona del Friuli, 9 dicembre 1952)
- Massimo Frizzi (Udine, 1º aprile 1952 - Udine 3 settembre 2024[4])

## Discografia parziale

### Album in studio
- 1975 - Le craccole
- 1976 - Squarciando a cantagola
- 1978 - Abordo
- 1979 - Melodia
- 1982 - Ritmo provinciale
- 1985 - Se volete la musica gratis fatevela da soli
- 1989 - Intimo
- 1991 - Calma
- 1992 - Prove vol I
- 1995 - Marmellando
- 2002 - Muridiridi
- 2003 - Whoops Sea you in Valbruna
- 2007 - Rammendo se proprio devo
- 2013 - Mestieri
- 2022 - Sinfonia n.3

### Album dal vivo
- 1987 - Da grandi live
- 2000 - Live 87/00